# Dominique Chauvel
Dominique Chauvel, née le 15 février 1958 à Auchel (Pas-de-Calais), est une femme politique française.

## Biographie

### Situation personnelle
Mariée et mère de deux enfants, elle obtient son certificat d’études à Roubaix en 1971, avant d’arrêter ses études.

### Parcours politique
Conseillère municipale de Sotteville-sur-Mer en 1992, Dominique Chauvel est élue maire de la commune en 2001, puis réélue en 2008. Elle démissionne de son mandat de maire le 28 octobre 2013 pour pouvoir se présenter aux élections municipales de 2014 à Saint-Valery-en-Caux.
Élue conseillère générale de la Seine-Maritime dans le canton de Fontaine-le-Dun lors des élections cantonales de 2004, elle est réélue en 2008 et devient vice-présidente du conseil général, chargée de la culture et du patrimoine, jusqu’en 2015.
Elle est élue députée dans la 10e circonscription de la Seine-Maritime lors des élections législatives de 2012, avec 50,93 % des voix face au député sortant Alfred Trassy-Paillogues. À l’Assemblée nationale, elle est membre de la commission des Affaires culturelles et de l'Éducation. 
Le 5 avril 2014, elle est élue maire de Saint-Valery-en-Caux, après que sa liste « Réussir Saint-Valery avec vous » a obtenu 51,17 % des voix au second tour des élections municipales.
Frondeuse, elle quitte le groupe socialiste à l’Assemblée nationale le 27 mai 2016 pour rejoindre les bancs des non-inscrits. Elle justifie son choix en déclarant : « l’utilisation du 49-3 sur la loi Travail, c’est quelque chose qui m’a accompagné à prendre ma décision. Je ne me reconnais pas dans la position du groupe socialiste, ce n’est pas pour ce programme-là que j’ai été élue ». Par la même occasion, elle annonce qu’elle ne se représentera pas en 2017 pour un nouveau mandat de parlementaire.

## Détail des mandats et fonctions
- 1992-2001 : conseillère municipale de Sotteville-sur-Mer.
- 2001-2013 : maire de Sotteville-sur-Mer.
- 2004-2015 : conseillère générale de la Seine-Maritime, élue dans le canton de Fontaine-le-Dun.
- 2008-2015 : vice-présidente du conseil général de la Seine-Maritime, chargée de la culture et du patrimoine.
- 2012-2017 : députée, élue dans la 10e circonscription de la Seine-Maritime.
- 2014-2020 : maire de Saint-Valery-en-Caux.